# Elm Grove (Oklahoma)

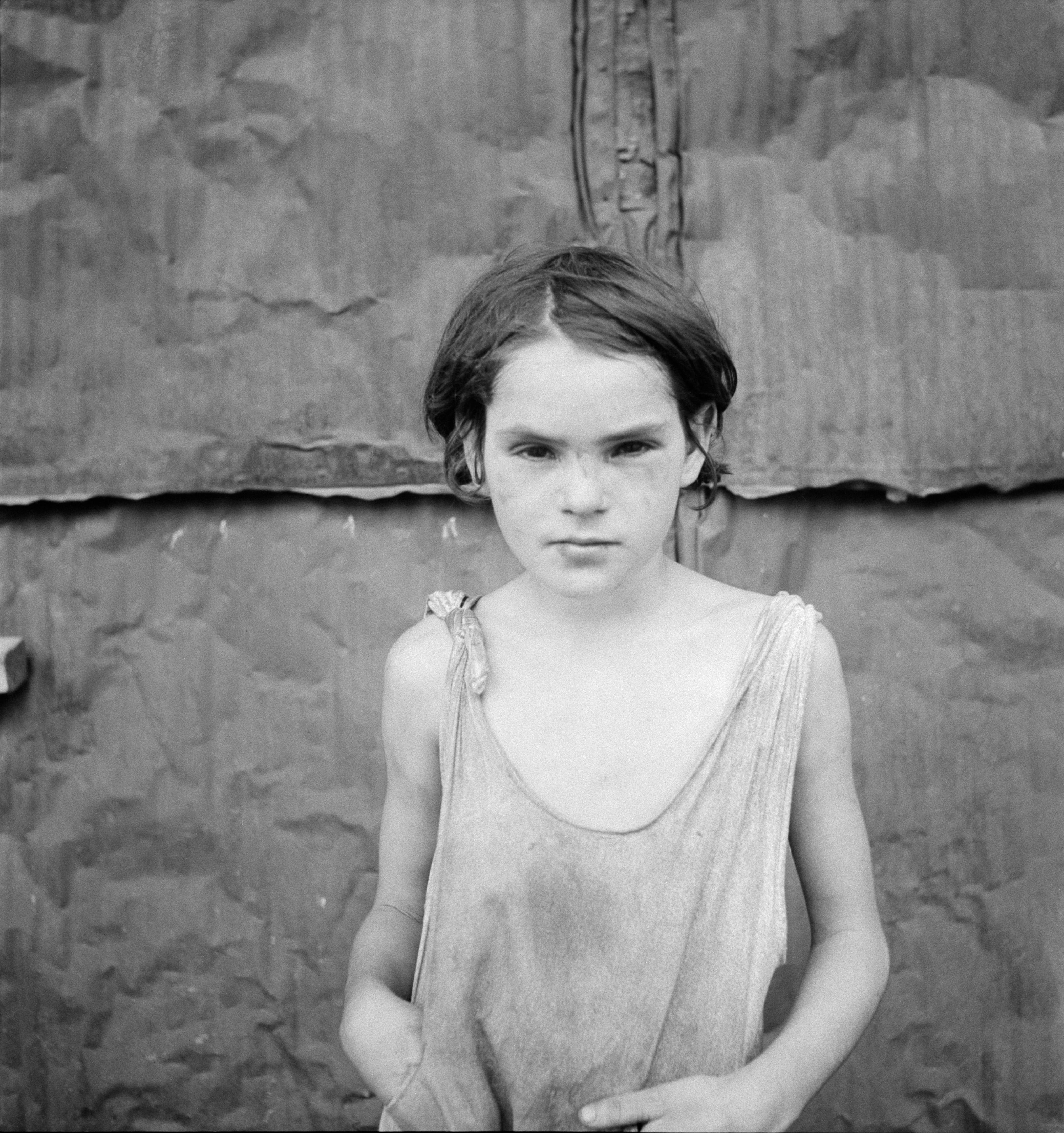
Damaged Child, Shacktown, Elm Grove, Oklahoma (Enfant endommagé, Shacktown, Elm Grove, Oklahoma, sans doute), une photographie de Dorothea Lange. 1936.

Elm Grove est une census-designated place du comté d'Adair, dans l'État d'Oklahoma, aux États-Unis,. En 2020, elle compte une population de 192 habitants.